# Leopoldo Mendez

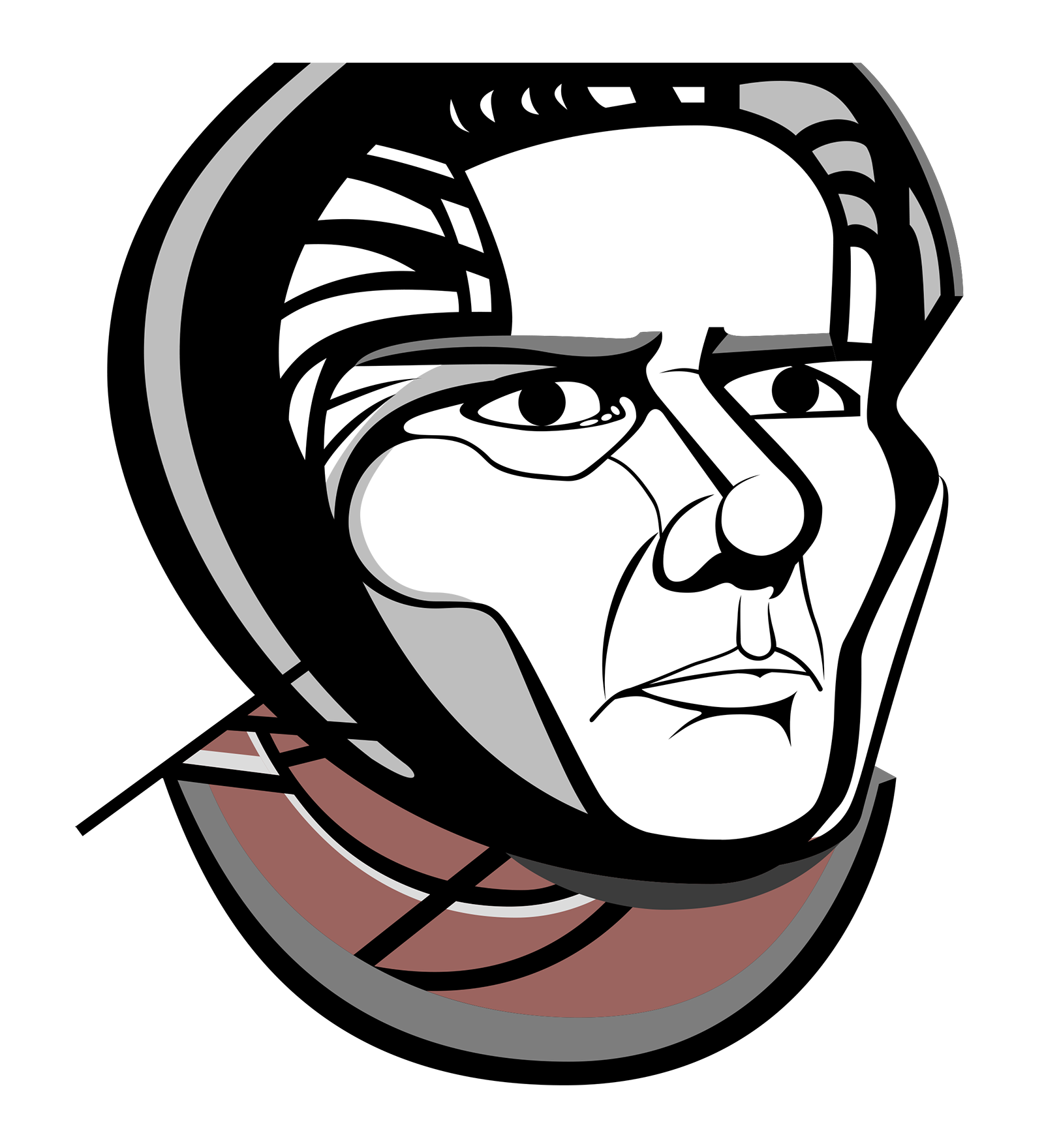
Traçado do retrato de Leopoldo Mendez feito por Siqueiros, conforme visto no mural externo do Polyforum.

Leopoldo Méndez (Cidade do México, 30 de junho de 1902 — 8 de fevereiro de 1969) foi um artista mexicano. 
Gravador que dirigiu a Oficina Gráfica Popular entre 1937 e 1952. Foi membro do Partido Comunista Mexicano e tinha a convicção de que a arte devem ser usados como uma arma para os movimentos sociais.
Nutriu seu trabalho com a seiva do seu tempo e usou o realismo como arma de denúncia, persuasão e comunicação, porque sabia que esta era a língua mais eficaz, clara e convincente, da realidade da qual ele nunca desviou o olhar.
Ele e seus colegas da Oficina Gráfica Popular se utilizaram técnicas e materiais baratos, tais como gravura, desenho ou poster, capazes de tornarem-se uma voz audível para todos e em toda parte. Aprovados esses meios como canais de comunicação mais rápida e mais eficaz do que os murais, permitiu-os participar em todos os eventos importantes que ocorreram no país e no exterior.
Sua obra aborda temas como a Revolução Mexicana, a Guerra Cristera, o fascismo na Europa, o ensino socialista, o movimento sindical e as injustiças causadas pelo capitalismo.
Exerceu, junto com Guadalupe Posadas e outros artistas da Oficina Gráfica Popular, uma grande influência sobre outros movimentos artísticos, como por exemplo o Grupo de Espártaco da Argentina e o Clube de Gravura de Porto Alegre. O Museu do Desenho e Ilustração de Buenos Aires abriga uma grande coleção de suas obras, algumas das quais foram apresentadas na exposição "resistência e rebeldia" no ano de 2008 no Centro de Cooperação.